# .sy
.sy е интернет домейн от първо ниво за Сирия. Представен е през 1996 г. Администрира се от сирийския телеком.

## Домейни от второ ниво
- .edu.sy
- .gov.sy
- .net.sy
- .mil.sy
- .com.sy
- .org.sy
- .news.sy